# Johann (Étampes)
Johann von Foix (* nach 1450; † 5. November 1500 in Étampes) war Graf von Étampes und Vizegraf von Narbonne.
Er war der dritte Sohn von Gaston IV., Graf von Foix und Eleonore, Königin von Navarra. Sein älterer Bruder war Gaston de Foix, Prinz von Viana. Von seinem Vater erhielt er die Vizegrafschaft Narbonne.
Er heiratete 1476 Maria von Orléans, Schwester des späteren französischen Königs Ludwig XII., mit der er zwei Kinder hatte:
- Gaston, Herzog von Nemours, französischer Feldherr, X 1512 in der Schlacht bei Ravenna
- Germaine (1488–1538) ⚭ Ferdinand II., König von Aragón (Haus Trastámara)

Vom französischen König erhielt er die Grafschaft Étampes.
Nach dem Tod seines Neffen Franz Phoebus 1483 beanspruchte Johann die Thronfolge in Navarra für sich, berief sich dabei auf Salisches Recht, das in Navarra jedoch niemals angewandt worden war. Das Ergebnis war ein Krieg zwischen Johann und seiner Nichte Katharina von Navarra, die die Nachfolge ihres Bruders angetreten hatte, und der erst 1497 zugunsten Katharinas beigelegt werden konnte. In einem in Tarbes geschlossenen Vertrag wurde Johann gezwungen, seine Ansprüche aufzugeben. Er starb drei Jahre später.